# Episodi di Seinfeld (terza stagione)
La terza stagione della serie televisiva Seinfeld, composta da 23 episodi, è stata trasmessa in prima visione negli Stati Uniti d'America dalla NBC dal 18 settembre 1991 al 6 maggio 1992.
In Italia è stata trasmessa in prima visione da TMC.
| nº | Titolo originale      | Titolo italiano          | Prima TV USA      | Prima TV Italia |
| -- | --------------------- | ------------------------ | ----------------- | --------------- |
| 1  | The Note              | La ricetta medica        | 18 settembre 1991 |                 |
| 2  | The Truth             | La verità                | 25 settembre 1991 |                 |
| 3  | The Pen               | La penna                 | 2 ottobre 1991    |                 |
| 4  | The Dog               | Il cane                  | 9 ottobre 1991    |                 |
| 5  | The Library           | La biblioteca            | 16 ottobre 1991   |                 |
| 6  | The Parking Garage    | Il parcheggio            | 30 ottobre 1991   |                 |
| 7  | The Cafe              | Il caffè                 | 6 novembre 1991   |                 |
| 8  | The Tape              | Il messaggio sexy        | 13 novembre 1991  |                 |
| 9  | The Nose Job          | La plastica al naso      | 20 novembre 1991  |                 |
| 10 | The Stranded          | Chi trova un amico       | 27 novembre 1991  |                 |
| 11 | The Alternate Side    | Il lato opposto          | 4 dicembre 1991   |                 |
| 12 | The Red Dot           | Il puntino rosso         | 11 dicembre 1991  |                 |
| 13 | The Subway            | La metropolitana         | 8 gennaio 1992    |                 |
| 14 | The Pez Dispenser     | Il concerto              | 15 gennaio 1992   |                 |
| 15 | The Suicide           | Il suicidio              | 29 gennaio 1992   |                 |
| 16 | The Fix Up            | La riparazione           | 5 febbraio 1992   |                 |
| 17 | The Boyfriend: Part 1 | Un nuovo amico (parte 1) | 12 febbraio 1992  |                 |
| 18 | The Boyfriend: Part 2 | Un nuovo amico (parte 2) | 12 febbraio 1992  |                 |
| 19 | The Limo              | Limousine                | 26 febbraio 1992  |                 |
| 20 | The Good Samaritan    | Il buon samaritano       | 4 marzo 1992      |                 |
| 21 | The Letter            | La lettera               | 25 marzo 1992     |                 |
| 22 | The Parking Space     | Il posto auto            | 22 aprile 1992    |                 |
| 23 | The Keys              | Le chiavi                | 6 maggio 1992     |                 |

## La ricetta medica
- Titolo originale: The Note
- Diretto da: Tom Cherones
- Scritto da: Larry David

### Trama
Jerry, George ed Elaine cercano una prescrizione medica per ricevere un massaggio gratuito; riescono ad ottenerla grazie al dentista di Jerry, Roy. Mentre Jerry è con la massaggiatrice, questa ascolta scioccata fino a diventare paranoica il suo discorso fuori luogo su un ragazzino che è stato rapito in Pennsylvania. George si sente molto a disagio quando scopre che il suo massaggiatore è un uomo. Dice a Jerry che pensa "si sia mosso" durante il massaggio e inizia ad avere dubbi sul suo orientamento sessuale. Roy si mette nei guai per aver firmato delle prescrizioni false. Jerry cerca di vedere ancora una volta la fisioterapista, ma questa ha paura che proverà a rapire suo figlio. L'episodio si conclude con i quattro che mangiano da Monk's e vedono Joe DiMaggio inzuppare le sue ciambelle nel caffè.
- Altri interpreti: Liz Georges (Pam), Jeff Lester (Raymond), Terri Hanauer, Ralph Bruneau (Roy)
- Ascolti USA: 21 700 000 telespettatori[2]

## La verità
- Titolo originale: The Truth
- Diretto da: David Steinberg
- Scritto da: Elaine Pope

### Trama
George dice alla sua ragazza Patrice la verità sul perché ha posto fine alla loro relazione; come conseguenza, lei si fa ricoverare all'istituto psichiatrico di Woodhaven. Jerry è molto arrabbiato per questo perché Patrice ha lavorato alla sua dichiarazione dei redditi come contabile. Come se non bastasse, lei ha tutti i documenti fiscali, di cui Jerry ha un disperato bisogno. Era stato Kramer a mettere nei guai Jerry costringendolo a contribuire a un falso fondo di soccorso contro i danni dei vulcani. Kramer esce anche con la coinquilina di Elaine, Tina, ed Elaine si lamenta della musica tribale ad alto volume e del frastuono emesso durante i loro incontri amorosi nel suo appartamento. Kramer entra per errore nella stanza di Elaine e la vede nuda.
- Altri interpreti: Sibohan Fallon (Tina), Valerie Mahaffey (Patrice)
- Ascolti USA: 16 700 000 telespettatori[3]

## La penna
- Titolo originale: The Pen
- Diretto da: Tom Cherones
- Scritto da: Larry David

### Trama
Jerry ed Elaine vanno in Florida per visitare i genitori di Jerry per il fine settimana e fare immersioni subacquee. Jack Klompus si presenta per scrivere un assegno a Morty, il padre di Jerry. Jerry nota la penna di Jack. Quando ne chiede informazioni a Jack, questi dice a Jerry che può scrivere sottosopra e che gli astronauti la usano nello spazio. Jack offre la penna a un Jerry interessato. Jerry rifiuta la sua offerta diverse volte, ma Jack insiste e Jerry alla fine cede. Su sua stessa insistenza, Elaine dorme su un divano letto con una sbarra che sporge attraverso il materasso e le fa male alla schiena. La mattina dopo, la schiena di Elaine è così dolente che non può fare immersioni con Jerry. Nella comunità iniziano a circolare voci secondo cui Jerry voleva che Jack gli desse la penna. Jack si presenta nuovamente e Jerry gli restituisce la penna. Il giorno successivo, un chiropratico guarda la schiena di Elaine e le dice che non dovrebbe andare da nessuna parte per almeno cinque giorni.
- Altri interpreti: Sandy Baron (Jack), Ann Guilbert (Evelyn), Annie Korzen (Doris)
- Ascolti USA: 15 100 000 telespettatori[4]

- Nota. In questo episodio sono assenti Michael Richards nel ruolo di Cosmo Kramer e Jason Alexander nel ruolo di George Costanza.

## Il cane
- Titolo originale: The Dog
- Diretto da: Tom Cherones
- Scritto da: Larry David

### Trama
Jerry è su un aereo per tornare a casa quando l'ubriaco accanto a lui si sente male e chiede a Jerry di prendersi cura del suo cane mentre si riprende. Promette di chiamarlo e riprendersi il cane quando verrà a New York. Il cane "Farfel" si rivela molto disobbediente e Jerry non può uscire e lasciarlo solo. Jerry, George ed Elaine avrebbero dovuto vedere il film Prognosis Negative, ma Jerry li informa che deve prendersi cura del cane e chiede loro di andare senza di lui. George ed Elaine si rendono conto che non hanno molto in comune senza Jerry intorno. L'intesa migliora  solo quando prendono in giro Jerry e le sue abitudini.
- Altri interpreti: Joseph Maher (Gavin)
- Ascolti USA: 17 200 000 telespettatori[5]

## La biblioteca
- Titolo originale: The Library
- Diretto da: Joshua White
- Scritto da: Larry Charles

### Trama
Jerry scopre di essere stato multato per un libro della biblioteca non restituito del 1971: Tropico del Cancro. Jerry è convinto di aver effettivamente restituito il libro, poiché ricorda di essere stato con una fidanzata del liceo, Sherry Becker, quel giorno e il suo vestito arancione gli è rimasto "impresso nella memoria". Jerry trova quindi la sua vecchia fidanzata del liceo Sherry Becker, che dice a Jerry che il libro che si leggevano l'un l'altro era in realtà il Tropico del Capricorno, non Tropico del Cancro. Jerry poi ricorda che in realtà ha prestato il libro a George. Jerry quindi affronta George sul libro, che ha il flashback della smutandata subita da Heyman al liceo, quando Jerry gli ha prestato il libro e George lo ha lasciato lì. Jerry paga con riluttanza il signor Bookman per il libro.
- Altri interpreti: Cynthia Szigeti (Sandy), Biff Yeager (Heyman), Ashley Gardner (Marion), Philip Baker Hall (inivestigatore Bookman)
- Ascolti USA: 16 400 000 telespettatori[6]

## Il parcheggio
- Titolo originale: The Parking Garage
- Diretto da: Tom Cherones
- Scritto da: Larry David

### Trama
Il cast è alla ricerca dell'auto di Kramer nel parcheggio multipiano di un centro commerciale dopo che Kramer ha acquistato un condizionatore d'aria. Purtroppo nessuno riesce a ricordare dove fosse parcheggiata l'auto. Jerry è ansioso di urinare e va in un angolo buio. Dopo che Jerry lo fa, viene individuato da un ufficiale e viene trattenuto nella cabina dell'ufficiale. Più tardi, anche George viene colto nell'atto di urinare. Sia Jerry che George vengono multati e rilasciati. Poi la banda trova l'auto, ma sfortunatamente Kramer, che ha le chiavi, si è perso da qualche parte nel garage. Ore dopo, Kramer riesce a raggiungere gli amici, dopo essere andato a caccia del condizionatore d'aria. Quando entrano tutti in macchina, il motore non si avvia.
- Altri interpreti: Dave Dunard (guardia)
- Ascolti USA: 17 000 000 telespettatori[7]

- Nota. Nel 1997 TV Guide ha classificato questo episodio #33 nella sua lista dei 100 migliori episodi di sitcom.[8]

## Il caffè
- Titolo originale: The Cafe
- Diretto da: Tom Cherones
- Scritto da: Tom Leopold

### Trama
Jerry rimane affascinato da un ristorante sull'orlo del fallimento e dà al proprietario alcuni consigli amichevoli. La ragazza di George vuole che faccia un test del QI per un corso che sta seguendo; preoccupato di ottenere un brutto risultato, convince Elaine a farlo al posto suo. Jerry le suggerisce di fare il test al Dream Café ma non considerano la presenza distraente di Kramer. Elaine ripete il test nell'appartamento di Jerry, ma un altro incontro con Kramer le impedisce di restituirlo in tempo. Nel frattempo, il Dream Café rimane vuoto.
- Altri interpreti: Brian George (Babu Bhatt), Dawn Arnemann (Monica)
- Ascolti USA: 16 400 000 telespettatori[9]

## Il messaggio sexy
- Titolo originale: The Tape
- Diretto da: David Steinberg
- Scritto da: Larry David, Bob Shaw e Don McEnery

### Trama
George ordina un rimedio per la calvizie dalla Cina. Elaine lascia in modo anonimo un messaggio erotico sul registratore di Jerry dal quale cui Jerry, George e Kramer diventano ossessionati. Elaine ammette poi a George che la voce sexy nel nastro è la sua. George è scioccato nel sentire questo e improvvisamente si sente attratto da lei. Fa promettere a George di non dire la verità sul messaggio erotico a Jerry o Kramer. George ha difficoltà a controllare la sua ossessione per Elaine e alla fine dice a Elaine di essere attratto da lei, di fronte a Jerry e Kramer. Elaine trova questa notizia inquietante e poi si rende conto che anche Jerry e Kramer sono stati attratti da lei. Spaventata, lascia immediatamente l'appartamento di Jerry.
- Altri interpreti: John Apicella (riparatore), Ping Wu (fattorino)
- Ascolti USA: 15 800 000 telespettatori[10]

## La plastica al naso
- Titolo originale: The Nose Job
- Diretto da: Tom Cherones
- Scritto da: Peter Mehlman

### Trama
George pensa che la sua ragazza sia perfetta, tranne per un unico difetto: il naso grosso; quindi Kramer la incoraggia a farsi la rinoplastica. Jerry non è sicuro della sua relazione con un'attrice che trova bellissima ma con la quale non ha nulla in comune. La ragazza di George effettua la rinoplastica, ma va male e George la lascia. Tuttavia, una volta risolto il problema, torna ad essere bellissima e inizia ad uscire con Kramer, portando George a pentirsi di averla lasciata.
- Altri interpreti: Susan Diol (Audrey), Tawny Kitaen (Isabel), Roy Brocksmith (Earl)
- Ascolti USA: 16 300 000 telespettatori[11]

## Chi trova un amico
- Titolo originale: The Stranded
- Diretto da: Tom Cherones
- Scritto da: Larry David, Jerry Seinfeld e Matt Goldman

### Trama
Durante una festa George va via con una collega bloccando Jerry ed Elaine a Long Island, dove devono aspettare Kramer. In segno di gratitudine per aver permesso a lui ed Elaine di aspettare a casa sua, Jerry suggerisce ai padroni di casa di andarlo a trovare al suo appartamento se mai si fossero trovati a New York City. Settimane dopo, il marito accetta la sua offerta proprio mentre Jerry sta uscendo dalla porta. Jerry gli permette di aspettare nell'appartamento fino al suo ritorno. Tuttavia, Kramer si ferma e lui e l'ospite bevono qualcosa e si ubriacano. Alla fine chiamano una prostituta per venire a casa di Jerry. Più tardi, l'uomo esce dall'appartamento senza pagare proprio mentre Jerry torna. Mentre Jerry cerca di pagare la ragazza in modo che se ne vada, la polizia arriva e lui viene "beccato" per fomentare la prostituzione.
- Altri interpreti: Teri Austin (Ava), Michael Chiklis (Steve), Bobbi Jo Lathan (Patti), Gwen Shepherd (cassiera)
- Ascolti USA: 18 600 000 telespettatori[12]

## Il lato opposto
- Titolo originale: The Alternate Side
- Diretto da: Tom Cherones
- Scritto da: Larry David e Bill Masters

### Trama
L'auto di Jerry viene rubata e lui ha una conversazione con il ladro d'auto al telefono dell'auto. George accetta un lavoro spostando le auto da un lato all'altro della strada, per rispettare le normative sui parcheggi laterali alternativi, e fa un lavoro molto negligente facendo schiantare auto e causando ingorghi. Elaine si prende cura del suo ragazzo di 66 anni che ha avuto un ictus poco prima che lei stesse per rompere con lui. Kramer ottiene una battuta in un film di Woody Allen: "Questi tarallucci mi fanno venire sete!" (l'originale: "These pretzels are making me thirsty!" è diventata un'espressione popolare). Durante le riprese ferisce accidentalmente Woody Allen e viene licenziato dal set.
- Altri interpreti: Janet Zarish (Lydia), Jay Brooks (Sid), Edward Penn (Owen)
- Ascolti USA: 18 000 000 telespettatori[13]

## Il puntino rosso
- Titolo originale: The Red Dot
- Diretto da: Tom Cherones
- Scritto da: Larry David

### Trama
Elaine trova a George un lavoro nella sua casa editrice; per ringraziarla, le compra un maglione di cashmere apparentemente costoso, che ha un piccolo difetto, un puntino rosso, per il quale è stato notevolmente svalutato. Elaine lo vede e diventa furiosa con George. Elaine restituisce subito a George il maglione di cashmere. Più tardi, mentre George stava lavorando al suo nuovo lavoro, diventa sessualmente attratto da una donna delle pulizie e fa sesso con lei dopo che entrambi hanno bevuto lo scotch di Hennigan. Il giorno successivo, la donna delle pulizie si arrabbia per quanto accaduto la notte precedente e minaccia di denunciare quanto accaduto al capo dell'azienda. George cerca di compensare con lei offrendo il maglione di cashmere imperfetto. La donna delle pulizie identifica la macchia rossa e George viene licenziato dopo che la donna ha denunciato la loro relazione.
- Altri interpreti: David Naughton (Dick), Bridget Sienna (Evie)
- Ascolti USA: 17 900 000 telespettatori[14]

## La metropolitana
- Titolo originale: The Subway
- Diretto da: Tom Cherones
- Scritto da: Larry Charles

### Trama
Ognuno dei quattro personaggi principali vive un'esperienza unica durante un viaggio in metropolitana. Jerry fa amicizia con un nudista sovrappeso durante il suo viaggio a Coney Island. George incontra una donna incantevole, che lo seduce, poi lo deruba e lo ammanetta al suo letto, così nel frattempo perde il colloquio di lavoro. Kramer riceve una dritta per le corse di cavalli e vince molti soldi, il che lo aiuta a pagare le multe della sua auto. Ma sulla via del ritorno, Kramer sta per essere derubato da un altro passeggero della metropolitana, solo per essere salvato da un poliziotto che finge di essere un violinista cieco. Elaine perde un matrimonio lesbico, a cui doveva partecipare, a causa dei ritardi dei treni, che la rendono molto nervosa insieme alla sua apparente claustrofobia.
- Altri interpreti: Christopher Collins (rapinatore), Ernie Sabella (uomo nudo sulla metropolitana), Barbara Stock (truffatrice)
- Ascolti USA: 18 700 000 telespettatori[15]

## Il concerto
- Titolo originale: The Pez Dispenser
- Diretto da: Tom Cherones
- Scritto da: Larry David

### Trama
Il distributore di caramelle Pez di Jerry fa ridere Elaine ad alta voce a un recital di pianoforte tenuto dalla ragazza di George. Kramer crea una colonia che profuma di spiaggia. Jerry ospita un intervento per un vecchio amico con un problema di droga. La ragazza di George sente Elaine ridere, si rende conto che è stata Elaine a rovinare il suo concerto e lascia George. L'amico di Jerry abbandona la sua dipendenza dalla droga, ma diventa dipendente dalle caramelle Pez.
- Altri interpreti: Fred Sanders (John), Elizabeth Morehead (Noel), Bill Applebaum (D'Giff)
- Ascolti USA: 19 200 000 telespettatori[16]

## Il suicidio
- Titolo originale: The Suicide
- Diretto da: Tom Cherones
- Scritto da: Tom Leopold

### Trama
Elaine ha bisogno di digiunare prima di una radiografia, quindi prova a rimpinzarsi tre giorni prima dell'esame. Dopo che il suo vicino Martin ha cercato di suicidarsi, Jerry viene baciato dalla sua ragazza, Gina, mentre è in ospedale. Un sensitivo avverte George di annullare la sua vacanza alle Isole Cayman. Tuttavia, Elaine lo offende e il sensitivo li caccia fuori prima che possa dire a George perché dovrebbe annullare la sua vacanza. Per la paura, George vende il suo biglietto a Kramer. Jerry si preoccupa quando l'amico di Martin, Newman, lo vede con Gina. Elaine inizia ad avere allucinazioni per la fame. Newman racconta tutto al Martin appena sveglio. Poi, in un impeto di gelosia, Martin cerca di strangolare Jerry.
- Altri interpreti: Mimi Lieber (Rula), Aimee Aro (Faithy), Gina Gallego (Gina)
- Ascolti USA: 16 900 000 telespettatori[17]

## La riparazione
- Titolo originale: The Fix Up
- Diretto da: Tom Cherones
- Scritto da: Elaine Pope e Larry Charles

### Trama
George dice che non accetterebbe mai un appuntamento combinato, dicendo che un appuntamento combinato è a un passo dalla prostituzione o dagli annunci personali (tuttavia, in La gara risponde a un annuncio personale sul Daily Worker). Jerry ed Elaine incastrano George con l'amica di Elaine, Cynthia. I due vanno d'accordo, ma George è inorridito nello scoprire che Kramer gli ha dato un preservativo difettoso. Cynthia dice a Elaine che il suo ciclo è in ritardo.
- Altri interpreti: Maggie Wheeler (Cynthia)
- Ascolti USA: 18 500 000 telespettatori[18]

## Un nuovo amico (parte 1)

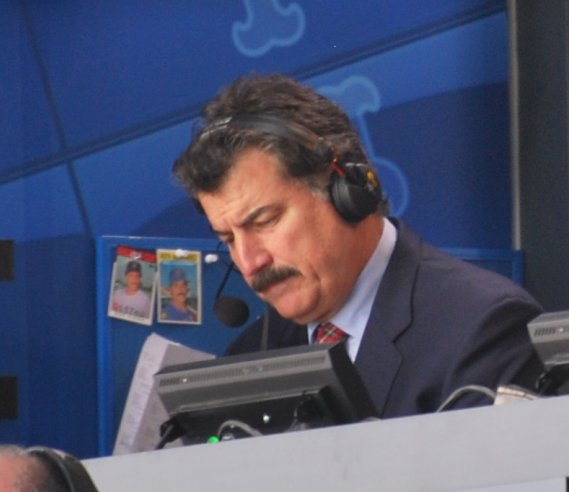
Il campione di baseball Keith Hernandez interpreta se stesso in questo e nel seguente episodio.

- Titolo originale: The Boyfriend: Part 1
- Diretto da: Tom Cherones
- Scritto da: Larry David e Larry Levin

### Trama
- Altri interpreti: Rae Allen (Mrs. Sokol), Keith Hernandez (se stesso)
- Ascolti USA: 17 000 000 telespettatori[19]

## Un nuovo amico (parte 2)
- Titolo originale: The Boyfriend: Part 2
- Diretto da: Tom Cherones
- Scritto da: Larry David e Larry Levin

### Trama
- Altri interpreti: Keith Hernandez (se stesso)
- Ascolti USA: 17 000 000 telespettatori[19]

## Limousine
- Titolo originale: The Limo
- Diretto da: Tom Cherones
- Scritto da: Larry Charles e Marc Jaffe

### Trama
- Altri interpreti: Suzanne Snyder (Eva), Peter Krause (Tim), Jeremy Roberts (Chauffeur)
- Ascolti USA: 19 500 000 telespettatori[20]

## Il buon samaritano
- Titolo originale: The Good Samaritan
- Diretto da: Jason Alexander
- Scritto da: Peter Mehlman

### Trama
- Altri interpreti: Helen Slater (Becky), Melinda McGraw (Angela), Ann Talman (Robin)
- Ascolti USA: 16 100 000 telespettatori[21]

## La lettera
- Titolo originale: The Letter
- Diretto da: Tom Cherones
- Scritto da: Larry David

### Trama
- Altri interpreti: Richard Venture (Leonard), Shashawnee Hall (Usher), Elliott Reid (Armstrongs), Catherine Keener (Nina)
- Ascolti USA: 22 300 000 telespettatori[22]

## Il posto auto
- Titolo originale: The Parking Space
- Diretto da: Tom Cherones
- Scritto da: Larry David e Greg Daniels

### Trama
- Altri interpreti: Lee Arenberg (Mike)
- Ascolti USA: 17 800 000 telespettatori[23]

## Le chiavi

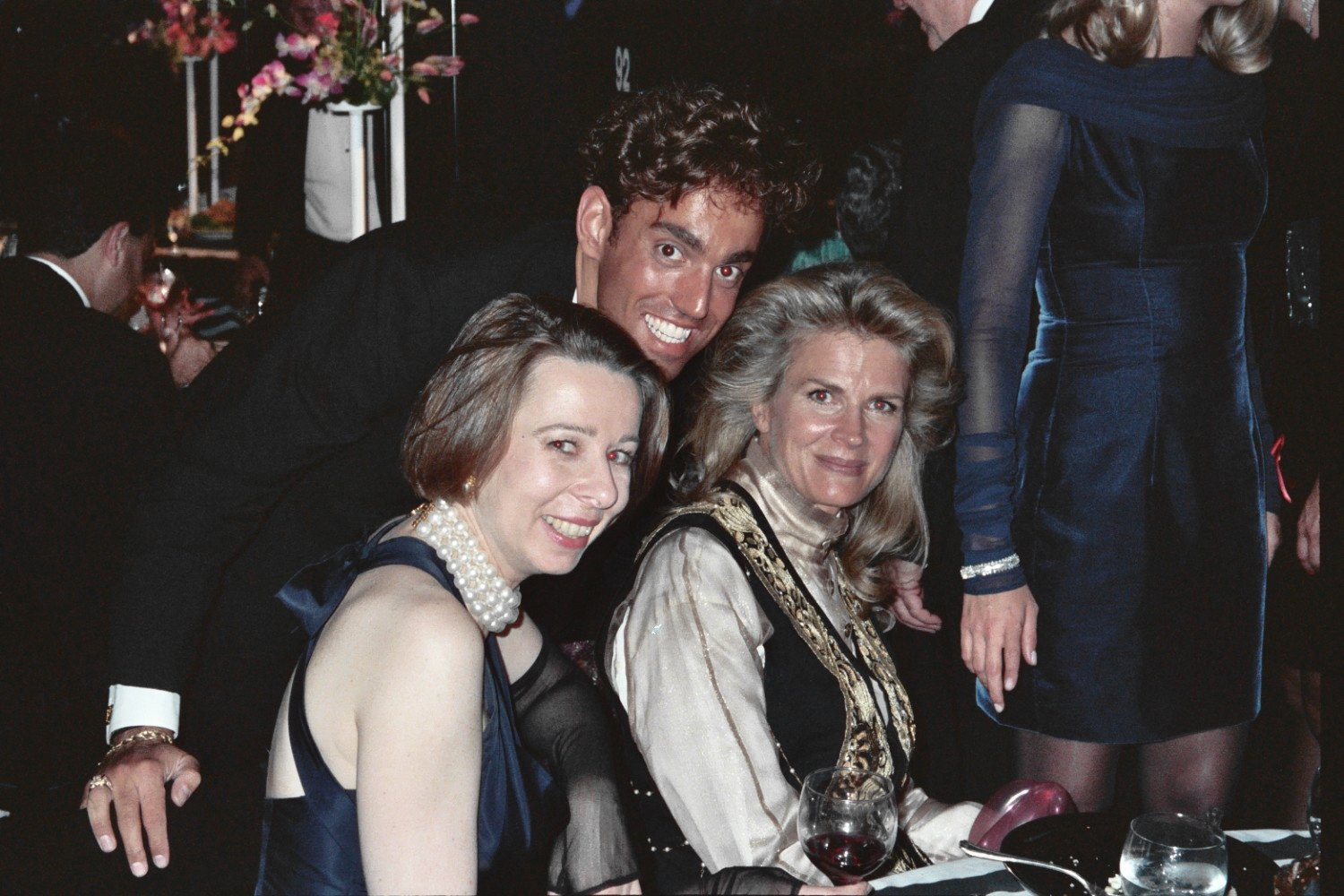
Candice Bergen (a destra) appare nel suo ruolo di Murphy in un episodio fittizio di Murphy Brown in cui Kramer interpreta il suo nuovo segretario Steven Snell. Come ringraziamento Larry David e Jerry Seinfeld appariranno in un episodio di Love & War, nuova sitcom di Diane English (a sinistra), creatrice di Murphy Brown.

- Titolo originale: The Keys
- Diretto da: Tom Cherones
- Scritto da: Larry Charles

### Trama
- Altri interpreti: Candice Bergen (Murphy Brown), Nina Tremblay (Lisa)
- Ascolti USA: 16 400 000 telespettatori[24]